# 劳动新闻 (中国)
《劳动新闻》（英語：Labor News）是中国吉林省的一份日报，是吉林省总工会的机关报，由吉林省总工会主管主办、劳动新闻报社承办。
该报创刊于1995年9月8日，原名《吉林工人报》。2016年4月29日更名为《劳动新闻》，目前每周一至周五发行。